# Erik
Erik je moško osebno ime.

## Izvor imena
Ime Erik izhaja iz nemščine, kjer je Erik dolnjenemška oblika imena Erich. To ime pa razlagajo kot zloženo ime iz starovisokonemških besed êra »čast« in rîchi »mogočen; knez«  

## Različice imena
- moške različice imena: Eric, Erih
- ženske različice imena: Erika

## Tujejezikovne oblike imena
- Eric, Erich, Eriko, Eirikur, Eiriki, Eryk

## Pogostost imena
Po podatkih Statističnega urada Republike Slovenije je bilo na dan 31. decembra 2007 v Sloveniji število moških oseb z imenom Erik: 1.814. Med vsemi moškimi imeni pa je ime Erik po pogostosti uporabe uvrščeno na 118. mesto.

## Osebni praznik
V koledarju je ime Erik zapisano 18. maj (Erik, kralj in mučenec, † 18. maja 1161).

## Zanimivost
- Erik Rdeči (staronordijsko Eiríkr rauði; norveško Eirik Raude, *950 † 1003) je dobil ime po svoji rdeči bradi in laseh, morda pa tudi celo zaradi svojega jeznega značaja. Znan je kot ustanovitelj prve nordijske naselbine na Grenlandiji.
- Znamenit Erik je bil nemški protivojni pisatelj Erich Maria Remarque.
- Erik je ime dveh svetnikov. Prvi je bil danski kralj Erik, imenovan Plovpenning, ki je živel v 13. stoletju. Drugi pa je švedski kralj Erik IX. imenovan Erik Jedvardsson, ki je bil umorjen 18. maja 1161 in velja za zavetnika in narodnega junaka Švedske. Po njem je 18. maj narodni praznik te države.